# Музей М. С. Щепкина
Музей М. С. Щепкина (полное название — Муниципальное казенное учреждение культуры «Историко-театральный музей М. С. Щепкина») — музей, посвящённый русскому актёру Михаилу Щепкину, расположенный в селе Алексеевка Яковлевского района Белгородской области рядом с селом Красное, где он родился.
В музее собраны личные вещи, мебель, фотографии из семейного архива М. С. Щепкина. Также в музейный комплекс входит реконструированная крестьянская усадьба 2-й половины XIX века. Экспозиционно-выставочная площадь — 417 м².

## История
Музей открыт в 1973 году. В двух небольших его залах собран интересный материал о жизненном и творческом пути актёра, подарки «Малого театра» и Белгородского драматического театра им. Щепкина, писателей, журналистов. В 1980 году общественный музей получил звание «народный». Среди гостей были актёры Малого театра Михаил Жаров, Игорь Ильинский.
В середине 1980-х годов началась плановая застройка центра села, и в 1988 году — год 200-летия со дня рождения М. С. Щепкина — открылось новое здание музея. Право перерезать красную ленточку было предоставлено народным артисткам Советского Союза Элине Быстрицкой и Вере Васильевой. На открытии присутствовала и прапраправнучка актёра — Христина Павловна Луповская, которая долгие годы сотрудничала с музеем. Гостями музея были Михаил Ульянов, Георгий Жжёнов, Юрий Соломин и многие другие деятели культуры, политики, театральные и литературные критики. По итогам Всероссийского смотра-конкурса 1989 года коллективы института «Белгородгражданпроект» и Томаровский МПМК объединения «Белгородагропромстрой» за индивидуальный проект музея М. С. Щепкина были удостоены диплома II степени Госстроя РСФСР.
В четырёх залах музея собраны уникальные экспонаты и документы, связанные с именем М. С. Щепкина — его переписка с видными деятелями культуры XIX века, редкие книги, коллекция народных и театральных костюмов, мебель из дома сына актёра, предметы быта и старины, картины. Интерьеры музея приближены к атмосфере театральной жизни XIX столетия, вход в залы музея, как и в театре, начинается с вешалки. В букинистических магазинах Ленинграда были приобретены книги — литературная основа щепкинского репертуара, сочинения Мольера, Шекспира, Пушкина. Специально для музея ленинградскими художниками были написаны картины, отражающие этапы жизни Михаила Щепкина: крепостной театр, украинская ярмарка, круг московских знакомых, портреты Мольера, Шекспира, копия портрета М. С. Щепкина художника Неврева, написанного по заказу основателя картинной галереи Третьякова. Бывшая актриса «Малого театра» 80-летняя Елена Николаевна Щепкина преподнесла в дар землякам мебель из дома великого прадеда.
В экспозиции музея также представлена крестьянская усадьба середины XIX века — изба, крытая соломой, амбар, клуни, конюшни.
Директор музея — Виталий Михайлович Харченко — по образованию юрист, более 20 лет проработал в милиции, в том числе участковым на территории Алексеевского сельского поселения. Занимает должность директора с 2007 года по настоящее время.